# Parque Nacional de Serenguéti

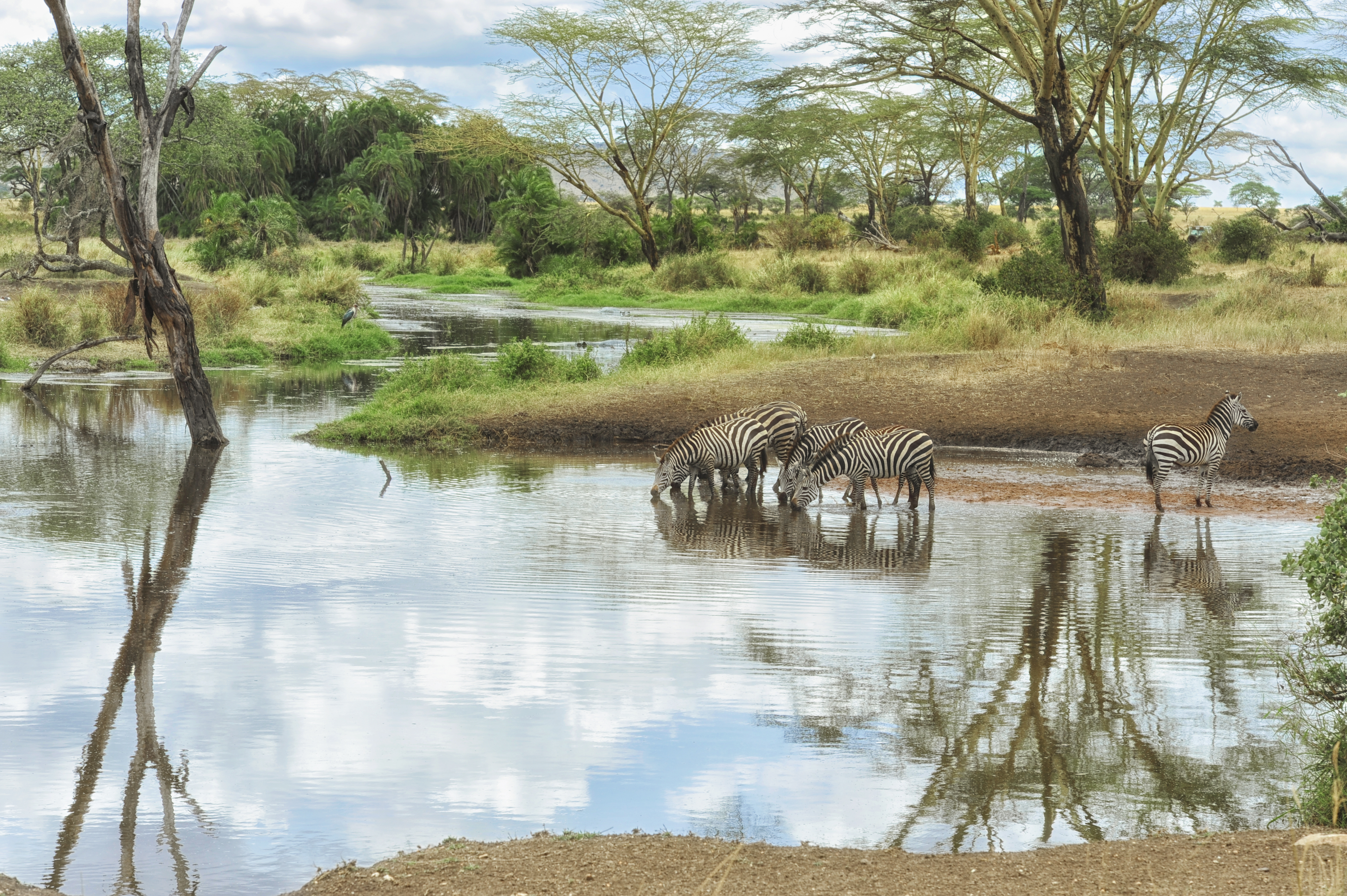
Zebras se hidratando no Parque Nacional de Serengeti

O Parque Nacional de Serenguéti (ou Serengeti) é um grande parque nacional no norte da Tanzânia que se estende por 14 763 km2 (5 700 sq mi). Ele está localizado no leste da região de Mara e nordeste da região de Simiyu e contém mais de 1 500 000 hectares (3 700 000 acres) de savana virgem. O parque foi criado em 1940. Patrimônio Mundial da UNESCO desde 1981.
O Serengeti é bem conhecido pela maior migração anual de animais do mundo, com mais de 1,5 milhão de gnus azuis e 250 000 zebras, juntamente com pequenos rebanhos de gazela e elande de Thomson. O parque nacional também abriga a maior população de leões da África. Está sob ameaça de desmatamento, crescimento populacional e pecuária.

## Etimologia
O nome "Serengeti" é uma aproximação da palavra siringet usada pelo povo Maasai para a área, que significa "o lugar onde a terra corre para sempre".

## História
Em 1930, uma área de 2 286 quilômetros quadrados (883 sq mi) foi designada como uma reserva de caça no sul e leste de Serengeti. Na década de 1930, o governo de Tanganica estabeleceu um sistema de parques nacionais em conformidade com a Convenção Relativa à Preservação da Fauna e da Flora em seu Estado Natural. A área tornou-se um parque nacional em 1940. Foi concedida proteção estrita em 1948, quando o Serengeti National Park Board of Trustees foi formado para administrar o parque nacional. O governo restringiu os movimentos do povo Maasai residente, e os limites do parque foram finalizados em 1951.  Em 1959, uma área de 8.300 km2 (3.200 sq mi) foi dividida na parte oriental do parque nacional e restabelecida como Área de Conservação de Ngorongoro destinada a acomodar os interesses tradicionais de uso da terra do povo Maasai em uma área de uso múltiplo da terra.  Em 1981, o Parque Nacional Serengeti cobriu 12 950 km2 (5 000 sq mi), que era menos da metade do Serengeti.
O Serengeti ganhou fama depois que Bernhard Grzimek e seu filho Michael produziram um livro e documentário intitulado Serengeti Shall Not Die em 1959.

## Geologia

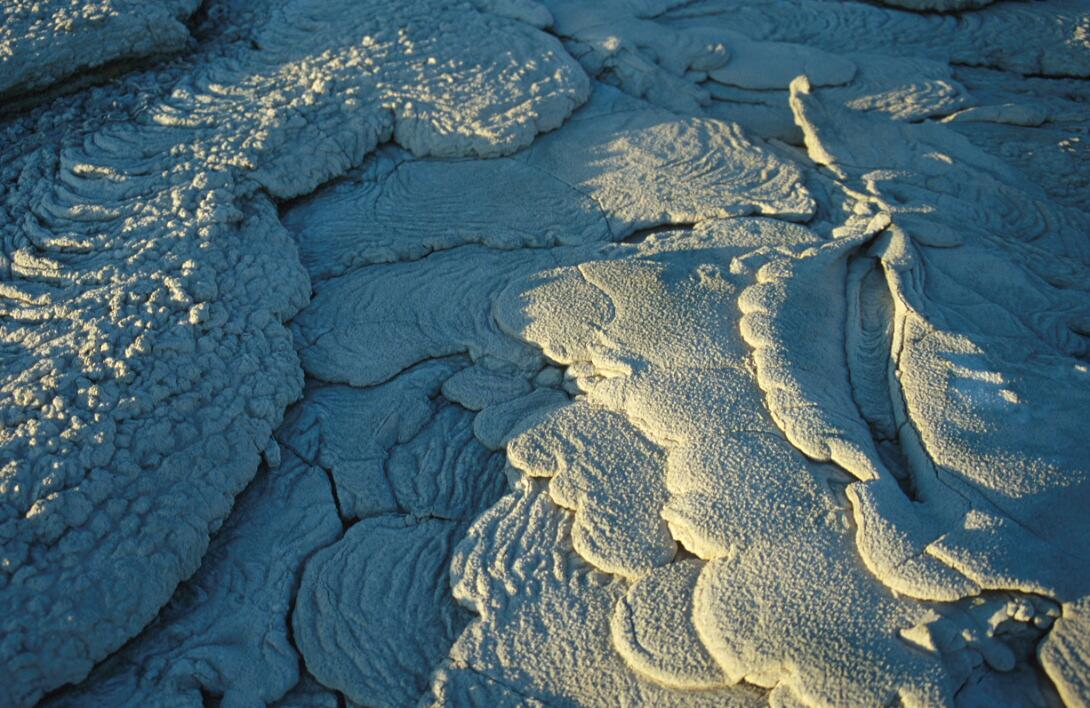
Lava carbonatita no vulcão Ol Doinyo Lengai

O complexo do porão consiste em pedras verdes do Sistema Archaen Nyanzian (2,81-2,63 Ga em idade), plutões de granito-gnaisse arqueanos (2,72-2,56 Ga em idade), que foram elevados há 180 Ma, formando koppies e colinas alongadas, o Cinturão Neoproterozóico de Moçambique consistindo em quartzito e granito, e o Grupo Neoproterozóico Ikorongo, consistindo em arenito, xisto e siltito que formam cristas lineares. A porção sudeste do parque contém rocha vulcânica envelhecida por Neogenes e cinzas vulcânicas envelhecidas por Oldoinyo Lengai Holoceno. Os rios Grumeti, Mara, Mbalageti e Orangi fluem para oeste até o Lago Vitória, enquanto o rio Oldupai flui para leste nos Pântanos de Olbalbal.
Na porção oriental do parque encontram-se os campos vulcânicos Serengeti, que são uma Ecozona de Campos Tropicais. As pastagens crescem sobre depósitos de cinzas vulcânicas do vulcão Kerimani, que entrou em erupção há 150 000 anos, e também das erupções vulcânicas de Ol Doinyo Lengai, que criaram camadas de tufo calcário e solo calcítico (vertissolos) a partir do rápido intemperismo da lava natrocarbonatita produzida pelos vulcões.

## Geografia

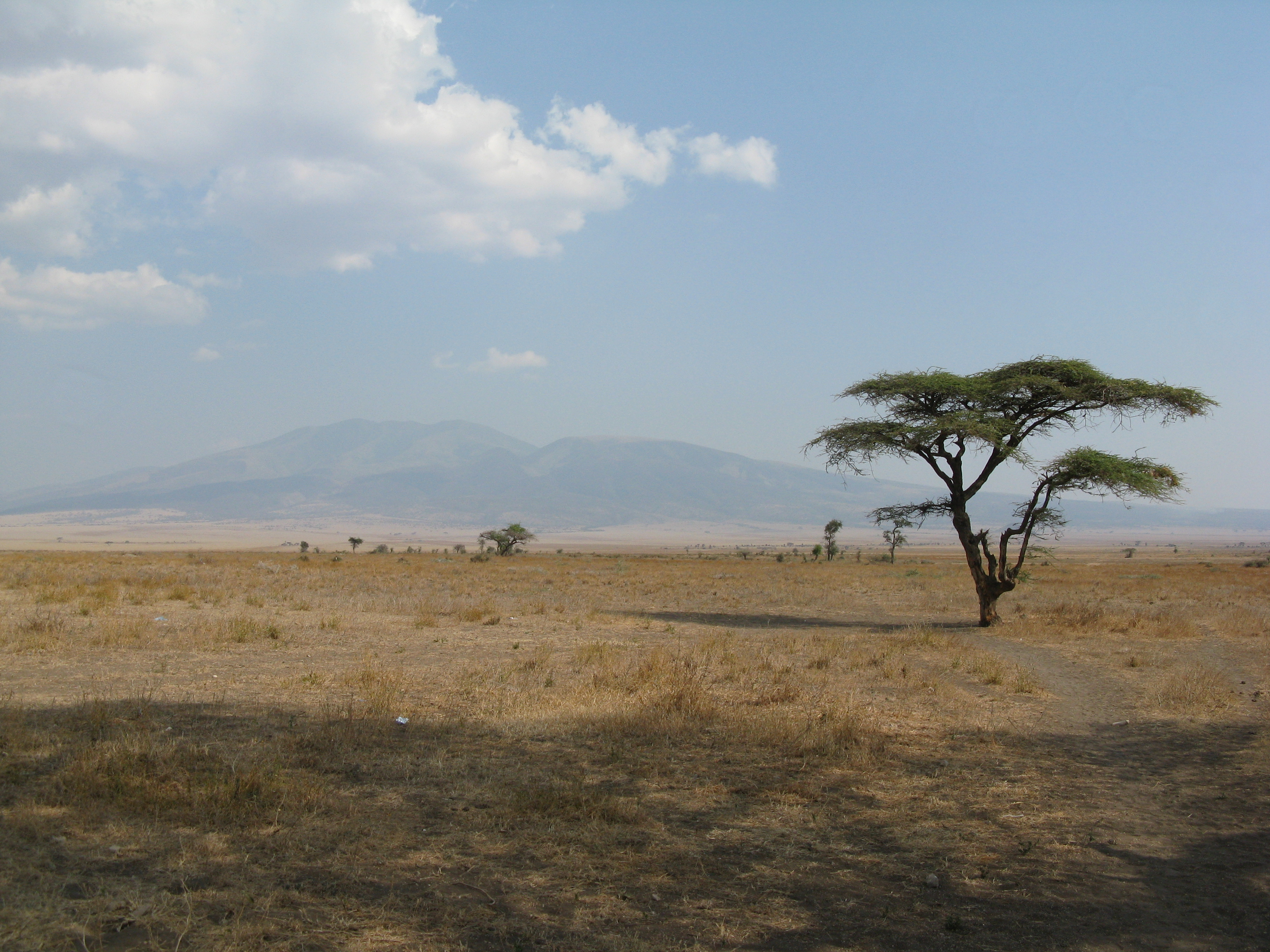
Planícies Serengeti

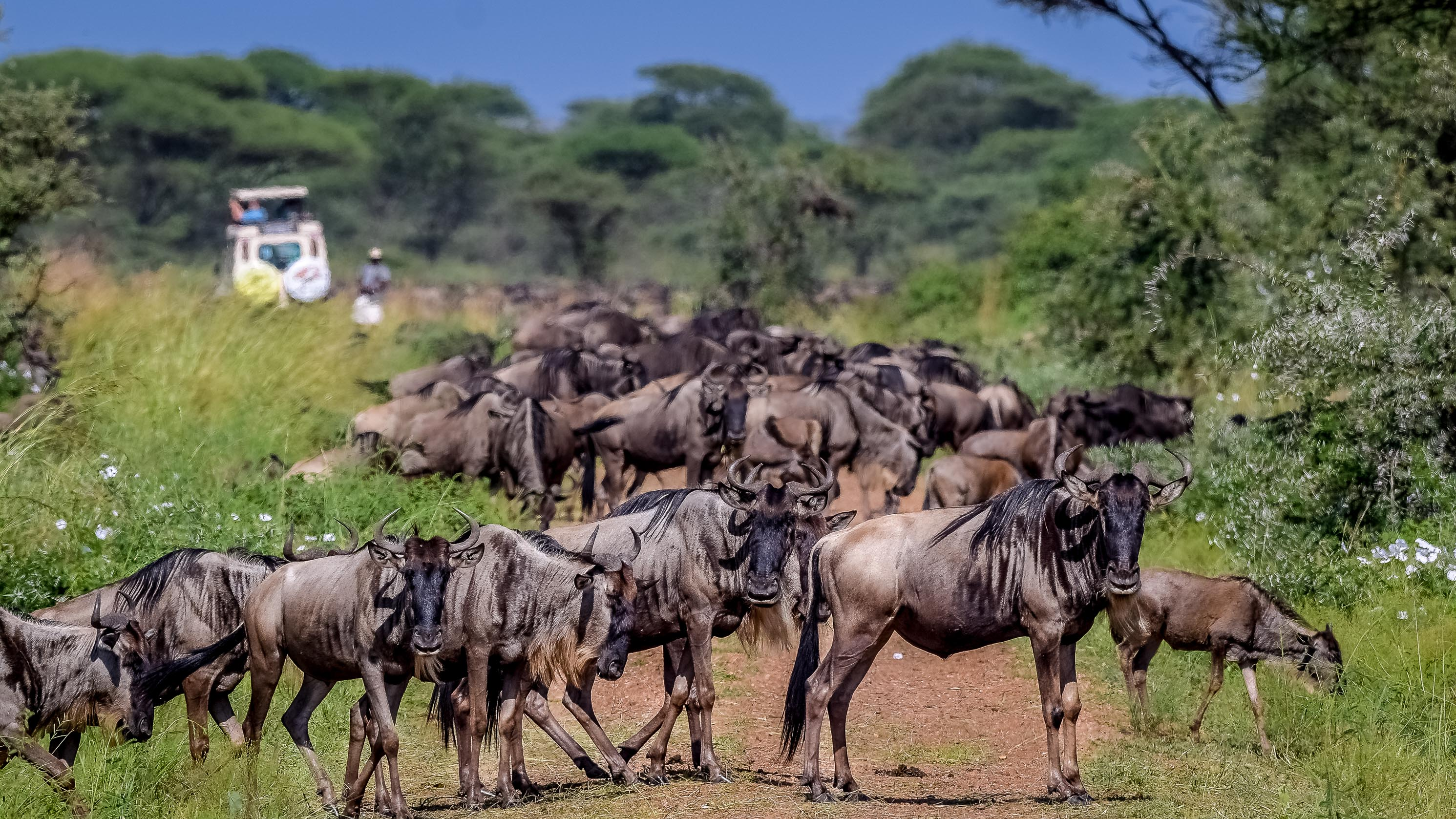
Wildebeest no corredor ocidental

O parque cobre 14 750 km2 (5 700 sq mi) de planícies campestres, savana, floresta ribeirinha e bosques. O parque fica no noroeste da Tanzânia, limitado ao norte pela fronteira com o Quênia, onde é contínuo com a Reserva Nacional Maasai Mara. A sudeste do parque está a Área de Conservação de Ngorongoro, a sudoeste encontra-se a Reserva de Caça Maswa, a oeste estão as Reservas de Caça Ikorongo e Grumeti, e a nordeste e leste encontra-se a Área de Controle de Caça Loliondo.
A paisagem da planície do Serengeti é extremamente variada, variando de savana a bosques montanhosos e campos abertos. A diversidade geográfica da região se deve às condições climáticas extremas que assolam a área, particularmente a potente combinação de calor e vento. Os diversos habitats na região podem ter se originado de uma série de vulcões, cuja atividade moldou as características geográficas básicas da planície, adicionando montanhas e crateras à paisagem.
O rio Mara, que flui através da Reserva Nacional Maasai Mara das terras altas quenianas até o Lago Vitória, é o único rio de fluxo permanente no ecossistema do Serengeti.
O parque é dividido em três regiões:
- Planícies do Serengeti: A característica mais conhecida do Serengeti é a pastagem quase sem árvores no sul. Possui koppies, formações graníticas que servem como postos de observação para predadores. Os campos vulcânicos são uma comunidade de plantas edáficas que cresce em solos derivados de cinzas vulcânicas de vulcões próximos.[16]
- Corredor ocidental: A principal característica geográfica é o par de rios, Grumeti e Mbalageti. Há grandes grupos de floresta ribeirinha e algumas pequenas cadeias de montanhas. A grande migração passa pelo corredor de maio a julho. Ele se estende até o Lago Vitória. A área é mais plana do que as partes do norte do parque e mais densamente coberta de plantas do que as planícies do sul.[16]
- Serengeti do Norte: a paisagem é dominada por bosques abertos, predominantemente Commiphora e colinas, que vão de Seronera, no sul, ao rio Mara, na fronteira com o Quênia. É remoto e relativamente inacessível.[16]

A habitação humana é proibida no parque, exceto para o pessoal da Autoridade de Parques Nacionais da Tanzânia, pesquisadores e funcionários dos vários alojamentos, campings e hotéis. O principal assentamento é Seronera, com sua pista de pouso primária.